# Piskorovec
Piskorovec (horvátul: Piškorovec) falu Horvátországban, Muraköz megyében. Közigazgatásilag Kisszabadkához tartozik.

## Fekvése
Csáktornyától 12 km-re keletre fekszik.

## Története
A település a 20. század közepén keletkezett, amikor Dezsérlaka határában a döntően cigány lakosság kunyhókat kezdett építeni. Az illegális építkezések tovább folytatódtak, azonban az épületek nélkülöztek mindenféle közművet. 1984-ben a telepet belterületté nyilvánították, ennek ellenére az 1990-es évek végéig a teljes infrastruktúra hiányzott. Nem kapcsolták be az elektromos hálózatba és nem épült ki a közút hálózat sem. A mai napig sem megoldott az ivóvíz ellátás és a szennyvízelvezetés. 2006-ban Phare-támogatással program indult a település teljes infrastruktúrájának kiépítésére.
Piskorovecnek 2010-ben mintegy 900 lakosa volt, csaknem mind cigányok.

## Külső hivatkozások
- Kisszabadka község hivatalos oldala